# Lista de reitores da Universidade Federal do Paraná
Esta é a lista de reitores da Universidade Federal do Paraná.
| nº | Reitor                            | Vice-reitor                           | período                 | Setor de origem (nome atual)        | Setor de origem (nome original)           |
| 1  | Victor Ferreira do Amaral¹        | Euclides Bevilaqua                    | 19/12/1912 - 25/05/1918 | Setor de Ciências da Saúde          | Faculdade de Medicina                     |
| -  | Victor Ferreira do Amaral¹        | João Ribeiro de Macedo Filho          | 06/07/1946 - 06/06/1948 | Setor de Ciências da Saúde          | Faculdade de Medicina                     |
| 2  | João Ribeiro de Macedo Filho      | Flávio Suplicy de Lacerda             | 06/07/1948 - 04/08/1949 | Setor de Ciências Jurídicas         | Faculdade de Direito                      |
| 3  | Flávio Suplicy de Lacerda         | José Nicolau dos Santos               | 04/08/1949 - 29/05/1964 | Setor de Tecnologia                 | Escola de Engenharia                      |
| 4  | José Nicolau dos Santos           | -                                     | 30/05/1964 - 29/05/1967 | Setor de Ciências Jurídicas         | Faculdade de Direito                      |
| 5  | Flávio Suplicy de Lacerda         | -                                     | 29/05/1967 - 30/05/1971 | Setor de Tecnologia                 | Escola de Engenharia                      |
| 6  | Algacir Munhoz Maeder             | Atlântido Borba Côrtes                | 31/05/1971 - 22/04/1973 | Setor de Ciências Exatas            | Escola de Engenharia                      |
| 7  | Theodócio Jorge Atherino          | Eduardo Correia Lima                  | 30/10/1973 - 30/10/1977 | Setor de Tecnologia                 | Setor de Tecnologia                       |
| 8  | Ocyron Cunha                      | Alsedo Leprevost                      | 30/10/1977 - 22/03/1982 | Setor de Ciências Sociais Aplicadas | Setor de Ciências Sociais Aplicadas       |
| 9  | Alcy Joaquim Ramalho              | Roberto Linhares da Costa             | 26/04/1982 - 20/04/1986 | Setor de Tecnologia                 | Setor de Tecnologia                       |
| 10 | Riad Salamuni                     | Dante Romanó Junior                   | 28/04/1986 - 27/03/1990 | Setor de Ciências da Terra          | Setor de Tecnologia                       |
| 11 | Carlos Alberto Faraco             | Mário Portugal Pederneiras            | 27/04/1990 - 26/04/1994 | Setor de Ciências Humanas           | Setor de Ciências Humanas, Letras e Artes |
| 12 | José Henrique de Faria            | Maria Amélia Sabbag Zainko            | 26/04/1994 - 26/04/1998 | Setor de Ciências Sociais Aplicadas | Setor de Ciências Sociais Aplicadas       |
| 13 | Carlos Roberto Antunes dos Santos | Romolo Sandrini Neto                  | 26/04/1998 - 25/04/2002 | Setor de Ciências Humanas           | Setor de Ciências Humanas, Letras e Artes |
| 14 | Carlos Augusto Moreira Junior     | Aldair Rizzi/Maria Tarcisa Silva Bega | 29/04/2002 - 24/04/2006 | Setor de Ciências da Saúde          | Setor de Ciências da Saúde                |
| -  | Carlos Augusto Moreira Junior     | Márcia Helena Mendonça                | 25/04/2006 - 03/04/2008 | Setor de Ciências da Saúde          | Setor de Ciências da Saúde                |
| 15 | Márcia Helena Mendonça²           | -                                     | 04/04/2008 - 19/12/2008 | Setor de Ciências Biológicas        | Setor de Ciências Biológicas              |
| 16 | Zaki Akel Sobrinho³               | Rogério Andrade Mulinari              | 19/12/2008 - 19/12/2012 | Setor de Ciências Sociais Aplicadas | Setor de Ciências Sociais Aplicadas       |
| -  | Zaki Akel Sobrinho³               | Rogério Andrade Mulinari              | 19/12/2012 - 19/12/2016 | Setor de Ciências Sociais Aplicadas | Setor de Ciências Sociais Aplicadas       |
| 17 | Ricardo Marcelo Fonseca           | Graciela Ines Bolzón de Muñiz         | 19/12/2016 - 19/12/2020 | Setor de Ciências Jurídicas         | Setor de Ciências Jurídicas               |
| -  | Ricardo Marcelo Fonseca           | Graciela Ines Bolzón de Muñiz         | 19/12/2020 - 16/12/2024 | Setor de Ciências Jurídicas         | Setor de Ciências Jurídicas               |
| 18 | Marcos Sfair Sunye                | Camila Girardi Fachin                 | 17/12/2024 - 19/12/2028 | Setor de Ciências Exatas            | Setor de Ciências Exatas                  |